# Ante Delaš
Pour les articles homonymes, voir Delas.
Ante Delaš, né le 11 mars 1988, à Solin, en république socialiste de Croatie, est un joueur croate de basket-ball. Il évolue au poste d'arrière.
Son frère Mario est aussi joueur de basket-ball.